# سعدآباد (عنبرآباد)
سعدآباد، روستایی از توابع بخش جبالبارز جنوبی شهرستان عنبرآباد در استان کرمان ایران است.این روستا در مسیر عنبرآباد به سمت شهر مردهک واقع گردیده است.

## جمعیت
این روستا در دهستان مردهک قرار دارد و براساس سرشماری مرکز آمار ایران در سال ۱۳۸۵، جمعیت آن ۱٬۲۹۴ نفر (۲۶۵خانوار) بوده‌است.